# Herpailurus yagouaroundi cacomitli
Lo yaguarondi della Costa del Golfo, fino a poco tempo fa considerato una sottospecie valida con il nome trinomiale Herpailurus yagouaroundi cacomitli (Berlandier in Baird, 1859), è una popolazione di yaguarondi che si distingue dalle altre per via di orecchie più strette rispetto alla norma e zampe anteriori leggermente più pronunciate. È considerato in pericolo dal 14 giugno 1976.

## Descrizione
Questo felino è più grosso di un gatto, ma più piccolo di un puma. Ha una pelliccia che può assumere toni dal bruno scuro al grigio. Esemplari dal pelo più scuro si trovano di solito in aree dove il sole penetra poco, come dense foreste, mentre gli esemplari con un manto chiaro vivono in genere in aree aperte.
Può avere l'apparenza di una lontra, in particolare se si considerano le sue corte zampe e la lunga coda appiattita, ma ricorda anche il furetto per la corta testa piatta, le orecchie arrotondate ed un corpo snello. Gli esemplari adulti possono raggiungere 77 cm di lunghezza esclusa la coda, che può misurare altri 60 cm. Un esemplare adulto pesa in media 6 chilogrammi.

## Distribuzione e habitat
Lo yaguarondi della Costa del Golfo è distribuito dallo stato del Texas fino al Messico orientale. Vive nelle zone delle terre costiere dell'ovest del Golfo del Messico, nel Tamaulipas mezquital e nel Tamaulipas matorral. Preferisce regioni di arbusti densi e spinosi, che crescono vicino a punti d'acqua come per la Celtis pallida, la Condalia hookeri), la Schaefferia cuneifolia o la velutina.
Il pericolo per gli yaguarondi è rappresentato appunto dalla perdita del suo habitat naturale, come per i recenti interventi della costruzione di una barriera fisica nel sud del Texas lungo il confine tra il Messico e gli Stati Uniti.